# Лакруа, Жан
Жан Лакруа (фр. Jean Lacroix) — французский фехтовальщик, призёр чемпионата мира.

## Биография
В 1928 году принял участие в Олимпийских играх в Амстердаме, где занял 5-е место в командном первенстве на саблях, и 10-е место — в личном. В 1930 году стал бронзовым призёром Международного первенства по фехтованию в Льеже.
В 1937 году Международная федерация фехтования задним числом признала все проходившие ранее Международные первенства по фехтованию чемпионатами мира.